# Seznam dílů seriálu Jsem v kapele
Toto je seznam dílů seriálu Jsem v kapele. Americký seriál Jsem v kapele byl v USA vysílán od 27. listopadu 2009 až do 9. prosince 2011. Natočilo se celkem 42 dílů ve dvou řadách. Díl „Rockeři na moři“ je crossover díl s Disney Channel seriálem Sladký život na moři. V Česku se seriál vysílal od 17. července 2010 až do 13. října 2012. Z neznámých důvodů nebyl nikdy v Česku uveden třetí díl první řady.

## Přehled řad
| Řada | Díly    | Premiéra v USA     | Premiéra v USA    | Premiéra v ČR     | Premiéra v ČR  |
| Řada | Díly    | První díl          | Poslední díl      | První díl         | Poslední díl   |
| ---- | ------- | ------------------ | ----------------- | ----------------- | -------------- |
| 1    | 20 (21) | 27. listopadu 2009 | 8. listopadu 2010 | 17. července 2010 | 13. srpna 2011 |
| 2    | 21      | 17. ledna 2011     | 9. prosince 2011  | 5. července 2011  | 13. října 2012 |

## Seznam dílů

### První řada (2009–2010)
- Díl 17 je oficiálně dílem 1. řady, který však byl vyprodukován až v průběhu natáčení 2. řady.

| Č. v seriálu | Č. v řadě | Název                      | Český název                 | Režie          | Scénář                           | Premiéra v USA     | Premiéra v ČR     | Prod. kód |
| ------------ | --------- | -------------------------- | --------------------------- | -------------- | -------------------------------- | ------------------ | ----------------- | --------- |
| 1            | 1         | Weasels in the House       | Kapela v domě, to je pro mě | Shelley Jensen | Michael B. Kaplan, Ron Rappaport | 27. listopadu 2009 | 17. července 2010 | 101       |
| 2            | 2         | I Wanna Punch Stuff        | Chci dát všem ránu          | Adam Weissman  | Eric Friedman                    | 18. ledna 2010     | 24. července 2010 | 106       |
| 3            | 3         | Slap Goes to Weasel        | nebylo vysíláno             | Gerry Cohen    | Denise Stasichin                 | 25. ledna 2010     | nebylo vysíláno   | 105       |
| 4            | 4         | Annoying Arlene            | Otravná Arlene              | Shelley Jensen | Ron Rappaport                    | 1. února 2010      | 31. července 2010 | 102       |
| 5            | 5         | Got No Class               | Školu? Ne!                  | Shelley Jensen | Rick Nyholm                      | 8. února 2010      | 7. srpna 2010     | 110       |
| 6            | 6         | Cat-Astrophe               | Hip-Hop je mrtev            | Shelley Jensen | Michael B. Kaplan                | 15. února 2010     | 11. července 2010 | 103       |
| 7            | 7         | Flip of Doom               | Přemet smrti                | Shelley Jensen | Richard Gurman                   | 22. února 2010     | 14. srpna 2010    | 109       |
| 8            | 8         | Birthdazed                 | Narozky na trosky           | Shelley Jensen | Richard Gurman                   | 1. března 2010     | 21. srpna 2010    | 108       |
| 9            | 9         | Geezers Rock!              | Důchodci rocku              | Rich Correll   | Ron Rappaport                    | 8. března 2010     | 2. října 2010     | 113       |
| 10           | 10        | Spiders, Snakes and Clowns | Pavouci, hadi a klauni      | Paul Lazarus   | Ryan Levin                       | 15. března 2010    | 28. srpna 2010    | 107       |
| 11           | 11        | Magic Tripp                | Kouzelnický Tripp           | Adam Weissman  | Michael B. Kaplan                | 28. června 2010    | 4. prosince 2010  | 112       |
| 12           | 12        | What Happened?             | Co se stalo?                | Shelley Jensen | Ryan Levin                       | 5. července 2010   | 9. října 2010     | 115       |
| 13           | 13        | Road Tripp                 | Turné                       | Rich Correll   | Rick Nyholm                      | 12. července 2010  | 30. října 2010    | 104       |
| 14           | 14        | Prank Week                 | Apríl                       | Shelley Jensen | Mike Montesano, Ted Zizik        | 19. července 2010  | 23. října 2010    | 117       |
| 15           | 15        | Money Bags                 | Holka za všechny prachy     | Shelley Jensen | Rick Nyholm                      | 26. července 2010  | 11. prosince 2010 | 116       |
| 16           | 16        | Bleed Guitarist            | Nezvaný host                | Shelley Jensen | Ron Rappaport                    | 23. srpna 2010     | 1. dubna 2011     | 120       |
| 17           | 17        | Weasels on Deck            | Rockeři na moři             | Shelley Jensen | Michael B. Kaplan                | 11. října 2010     | 13. srpna 2011    | 204       |
| 18           | 18        | Izzy Gonna Sing?           | Izzy bude zpívat?           | Shelley Jensen | Michael B. Kaplan                | 18. října 2010     | 8. dubna 2011     | 119       |
| 19           | 19        | Weasels vs. Robots         | Iron Weasels vs. Roboti     | Adam Weissman  | Eric Friedman                    | 25. října 2010     | 15. dubna 2011    | 111       |
| 20           | 20        | Happy Fun Metal Rock Time  | Hardrock na japonský způsob | Rich Correll   | Steve Jarcsak, Shawn Thomas      | 1. listopadu 2010  | 25. prosince 2010 | 114       |
| 21           | 21        | Last Weasel Standing       | Reality show                | Shelley Jensen | Denise Stasichin                 | 8. listopadu 2010  | 18. prosince 2010 | 118       |

### Druhá řada (2011)
| Č. v seriálu | Č. v řadě | Název                               | Český název                 | Režie            | Scénář                           | Premiéra v USA   | Premiéra v ČR                                        | Prod. kód |
| ------------ | --------- | ----------------------------------- | --------------------------- | ---------------- | -------------------------------- | ---------------- | ---------------------------------------------------- | --------- |
| 22-23        | 1-2       | I'm Out of the Band                 | Nejsem v kapele             | Shelley Jensen   | Michael B. Kaplan, Ron Rappaport | 17. ledna 2011   | 5. července 2011 (Část 1) 12. července 2011 (Část 2) | 201-202   |
| 24           | 3         | Iron Weasel: The Video Game         | Videohra                    | Shelley Jensen   | Eric Friedman                    | 24. ledna 2011   | 19. července 2011                                    | 203       |
| 25           | 4         | Extreme Weasel Makeover             | Opice na place              | Joel Zwick       | Richard Gurman                   | 31. ledna 2011   | 1. října 2011                                        | 209       |
| 26           | 5         | Camp Weasel Rock                    | Rockerský tábor             | Victor Gonzalez  | Rick Nyholm                      | 7. února 2011    | 26. července 2011                                    | 205       |
| 27           | 6         | Chucky's Revenge                    | Chuckyho pomsta             | Joel Zwick       | David Shayne                     | 28. února 2011   | 8. srpna 2011                                        | 210       |
| 28           | 7         | Burning Down the House              | Kdo podpálil dům?           | Victor Gonzalez  | Ron Rappaport                    | 7. března 2011   | 4. listopadu 2011                                    | 206       |
| 29           | 8         | Who Dunnit?                         | Kdo to byl?                 | Victor Gonzalez  | Steve Jarczak, Shawn Thomas      | 14. března 2011  | 22. října 2011                                       | 212       |
| 30           | 9         | Yo, Check My House                  | Můj dům, můj hrad           | Steve Zuckerman  | Eric Friedman                    | 21. března 2011  | 18. listopadu 2011                                   | 218       |
| 31           | 10        | Grand Theft Weasel                  | Velká Weaselovská loupež    | Steve Valentine  | Ryan Levin                       | 28. března 2011  | 11. ledna 2012                                       | 211       |
| 32           | 11        | Don't Date the Principal's Daughter | Rande s dcerou ředitele     | Paul Lazarus     | Eric Friedman                    | 4. dubna 2011    | 25. listopadu 2011                                   | 207       |
| 33           | 12        | Weasels on a Plane                  | Kapela v oblacích           | Shelley Jensen   | Ryan Levin                       | 13. června 2011  | 2. dubna 2012                                        | 215       |
| 34           | 13        | Lord of the Weasels                 | Král králů                  | Victor Gonzalez  | Steve Jarczak, Shawn Thomas      | 20. června 2011  | 2. července 2012                                     | 220       |
| 35           | 14        | Weaselgate                          | Aféra Weaselgate            | Sean Mulcahy     | Rick Nyholm                      | 27. června 2011  | 4. ledna 2012                                        | 208       |
| 36           | 15        | Prank Week 2                        | Apríl 2                     | Victor Gonzalez  | Ron Rappaport                    | 1. srpna 2011    | 23. dubna 2012                                       | 219       |
| 37           | 16        | Paint Games                         | Hry bolesti                 | Eric Dean Seaton | Rick Nyholm                      | 8. srpna 2011    | 25. ledna 2012                                       | 214       |
| 38           | 17        | Iron Weasel Gets Schooled           | Škola volá                  | Shelley Jensen   | Regina Hicks                     | 15. srpna 2011   | 9. dubna 2012                                        | 216       |
| 39           | 18        | Kicked Out for Band Behavior        | Kapela ho zkazila           | Shelley Jensen   | Michael B. Kaplan, Ron Rappaport | 26. září 2011    | 16. dubna 2012                                       | 217       |
| 40           | 19        | Iron Weasel vs. Mini Weasel         | Iron Weasel vs. Mini Weasel | Victor Gonzalez  | David Shayne                     | 3. října 2011    | 9. července 2012                                     | 221       |
| 41           | 20        | Trippnotized                        | Trippnotizace               | Shelley Jensen   | Richard Gurman                   | 7. prosince 2011 | 18. ledna 2012                                       | 213       |
| 42           | 21        | Raiders of the Lost Dad             | Dobyvatelé ztraceného táty  | Victor Gonzalez  | Michael B. Kaplan                | 9. prosince 2011 | 13. října 2012                                       | 222       |